# 河南科技学院
河南科技学院是位于中华人民共和国河南省新乡市红旗区的一所省属普通本科院校。

## 历史
该校历史可以追溯至1939年12月中国共产党早期创建的延安自然科学院大学部生物系。1951年，平原省立农业学校、北京农业大学长治分校合并升格为平原农学院，1953年改建为百泉农业学校，郑州、洛阳等地的农业、林业、棉业部分院校亦并入百泉农业学校。在河南辉县百泉办学。1958年9月，百泉农业学校升格为百泉农学院。1959年，百泉农学院更名为新乡专区农学院，同年9月，新乡专区农学院再改建为百泉农业专科学校。1962年，郑州水利专科学校的部分科系并入百泉农业专科学校。
1987年2月恢复本科办学，并易名为河南职业技术师范学院。2004年5月，更为现名河南科技学院。 

## 教学科研
该校建有省重点一级学科10个，其中，作物学被评为省A类特色学科。农业育种方向为该校的强项学科，1985年该校主持培育的小麦品种“百农3217”获国家技术发明二等奖。2013年茹振钢教授主持培育的小麦新品种“百农矮抗58”亦于2014年获得国家科技进步一等奖，后来河南省人民政府为此荣誉发通报嘉奖。
河南省教育厅批准在该校建设了两个河南省高等学校重点学科开放实验室，分别为建于2007年9月的河南科技学院作物分子育种实验室。以及建于2010年的河南科技学院作物栽培生理实验室。

## 独立学院
该校下设一个民办大学河南科技学院新科学院。

## 历任院长
- 李成伟（2016年1月-2022年1月）
- 阚云超（2022年2月-）